# Bunyakuru Creek
Bunyakuru Creek är ett vattendrag i Guyana.   Det ligger i regionen Essequibo Islands-West Demerara, i den norra delen av landet. Bunyakuru Creek mynnar i Essequibo. Omgivning utgörs av regnskog.